# Augustus Paget
Augustus Paget (Bromham, 1898 – Fontanafredda, 30 ottobre 1918) è stato un aviatore britannico.
Il Sottotenente Augustus Paget, insignito della Distinguished Flying Cross (Regno Unito), fu un Asso dell'aviazione della prima guerra mondiale inglese accreditato con sei vittorie aeree.

## Biografia
Augustus Paget era uno dei 13 figli nati da George Lewis Paget (1849) e sua moglie Harriet Miriam a Kenilworth Farm, Bromham, Wiltshire, 6 km a nord-ovest di Devizes.

## Prima guerra mondiale
Paget ha servito nel 27th Territorial Reserve Battalion, prima di trasferirsi al Royal Flying Corps. Il 10 settembre 1917 fu inviato al 1st Officer Cadet Wing per l'addestramento militare di base. Ha frequentato il No. 1 School of Military Aeronautics dal 13 ottobre ed il No. 2 School of Military Aeronautics dal 2 novembre. Dal cadetto fu nominato sottotenente temporaneo (in prova) il 1º gennaio 1918.
Il 2 febbraio 1918 fu assegnato al No. 35 Wing e trasferito alla No. 1 Training Depot Station. Fu trasferito alla No. 63 Training Depot Station il 20 marzo e fu confermato al suo rango il 25 maggio. Paget è stato assegnato alla No. 2 Flying School il 24 giugno, il 10 agosto è stato assegnato al No. 14 Wing ed il 15 agosto al No. 66 Squadron RAF in Italia.
Ha ottenuto la sua prima vittoria aerea il 15 settembre quando ha abbattuto un Aviatik D.I a nord-est di Feltre. Il 25 ottobre è stato accreditato con due aerei da ricognizione Hansa-Brandenburg C.I forzati fuori controllo ad ovest di Feltre, uno da solo ed uno in condivisione con il tenente Darrell Joseph Tepoorten. Il 27 ottobre ha abbattuto un pallone da osservazione ed il giorno dopo due caccia Albatros D.V sull'aerodromo di Godega di Sant'Urbano. Il 30 ottobre il suo aereo fu abbattuto su Fontanafredda dal fuoco antiaereo e morì.
Paget è sepolto nel cimitero comunale di Fontanafredda ed è anche ricordato, insieme ai suoi fratelli maggiori Edwin e Colin, in una lapide commemorativa nella chiesa di San Nicola a Bromham.
Il premio di Paget della Distinguished Flying Cross (Regno Unito) fu pubblicato postumo sulla Gazzetta il 1º gennaio 1919.